# アフリカの諸言語訳聖書
アフリカの諸言語訳聖書（アフリカのしょげんごやくせいしょ）では、キリスト教聖書のアフリカの1000余りの言語への翻訳を扱う。
これらはForum of Bible Agencies International（Find-A-Bible）で見つけることができる。以下に主要なものを挙げる。

## ズールー語
ズールー語はおもに南アフリカ共和国内で使われている。
1865年に新約聖書が最初にズールー語に翻訳されて、1883年に聖書全体がズールー語に翻訳され、1959年に改訂された。これは英国内外聖書協会より出版された。
1986年、現代ズールー語の新約聖書と詩編が完成して、南アフリカ聖書協会で出版された。
外部リンク
- 南アフリカ聖書協会

## スワヒリ語
スワヒリ語はおもにケニヤ、ウガンダ、タンザニアで使われている。
聖書のスワヒリ語翻訳は部分的なものとして1868年に初版を迎え、1879年には新約聖書の全文翻訳が、1890年になって旧約も含めた全ての翻訳が完成した。
とはいうものの、スワヒリ語の方言格差は激しく、こうした方言で書かれた翻訳が複数存在する。1950年、タンザニア聖書協会によって出版された「共通スワヒリ語版」は連合翻訳（the Union Translation）を包括することにより、方言差のある東アフリカにも対応したものとなっている。
| 翻訳              | Yohana 3:16 |
| ----------------- | --- |
| Union Translation | Kwa maana jinsi hii Mungu aliupenda ulimwengu, hata akamtoa Mwanawe pekee, ili kila mtu amwaminiye asipotee, bali awe na uzima wa milele. |
日本語訳（新共同訳聖書）
ヨハネによる福音書3章16節：
神は、その独り子をお与えになったほどに、世を愛された。独り子を信じる者が一人も滅びないで、永遠の命を得るためである。

## ティグリニャ語
ティグリニャ語はアラビア語と共にエリトリアの事実上の公用語で、エリトリアの中央部およびエチオピアのティグリニア人が使用し、エチオピアのアムハラ語訳聖書と同じくゲエズ文字で表記する。『ティグリニャ語聖書』 がエリトレア聖書協会・エチオピア聖書協会から発行されている。
| ティグリニャ語聖書    | ヨハネによる福音書3章16節のティグリニャ語翻訳 |
| --------------------- | --------------------------------------------- |
| The Bible in Tigrinya | በቲ ሓደ ወዱ ዝኣመነ ዂሉ ናይ ዘለዓለም ሕይወት ምእንቲ ኽረክብ እምበር ከይጠፍእስ እግዚኣብሔር ንወዱ ቤዛ ኽሳዕ ዝህብ ክንድዙይ ንዓለም ኣፍቀሮ።                                              |

## ハウサ語
ナイジェリアではハウサ語、ヨルバ語、イボ語、補助言語としての英語などが話されているが、ハウサ語訳聖書Littafi Mai Tsarki、ハウサ語訳聖書オンライン などがナイジェリア聖書協会 から発行されている。